# Мичурино (Крым)
Мичу́рино  (до 1948 года Больши́е Келечи́, до начала XX в. Аджи́-Буле́к-Келечи́; укр. Мічуріне, крымскотат. Büyük Keleçi, Буюк Келечи) — исчезнувшее село в Кировском районе Республики Крым, располагавшееся на западе центральной части района, в степном Крыму, примерно в 1,5 км к юго-востоку от современного села Ореховка.

## История
Идентифицировать Аджи-Булек-Келечи среди, зачастую, сильно искажённых, названий деревень Кефинскаго каймаканства в Камеральном Описании Крыма 1784 года затруднительно, возможно это Келеджи входил в Старо-Крымского кадылыка. После присоединения Крыма к России (8) 19 апреля 1783 года, (8) 19 февраля 1784 года, именным указом Екатерины II сенату, на территории бывшего Крымского Ханства была образована Таврическая область и деревня была приписана к Левкопольскому, а после ликвидации в 1787 году Левкопольского — к Феодосийскому уезду Таврической области. После Павловских реформ, с 1796 по 1802 год, входила в Акмечетский уезд Новороссийской губернии. По новому административному делению, после создания 8 (20) октября 1802 года Таврической губернии, Аджи-Булек-Келечи был включён в состав Парпачской волости Феодосийского уезда.
По Ведомости о числе селений, названиях оных, в них дворов… состоящих в Феодосийском уезде от 14 октября 1805 года, в деревне Аджи-Булек числилось 25 дворов и 155 жителей. На военно-топографической карте генерал-майора Мухина 1817 года в деревне Келедже отмечено 25 дворов. После реформы волостного деления 1829 года Аджи-Булек, согласно «Ведомости о казённых волостях Таврической губернии 1829 года», передали в состав Учкуйской волости. На карте 1836 года в деревне Аджи-Булек-Киличи 47 дворов, как и на карте 1842 года.
В 1860-х годах, после земской реформы Александра II, деревню приписали к Арма-Элинской волости. Видимо, вследствие эмиграции крымских татар в Турцию, особенно массовой после Крымской войны 1853—1856 годов, деревня заметно опустела и, согласно «Списку населённых мест Таврической губернии по сведениям 1864 года», составленному по результатам VIII ревизии 1864 года, Аджи-Булек-Килечи — владельческая татарская деревня с 5 дворами и 44 жителями при колодцах. По обследованиям профессора А. Н. Козловского начала 1860-х годов, в селении «имелось достаточное количество пресной воды» из колодцев глубиною не более 1,5 саженей (менее 3 м). На трёхверстовой карте Шуберта 1865—1876 года в деревне Аджи-булек-Киличи обозначено 16 дворов. По «Памятной книге Таврической губернии 1889 года», по результатам Х ревизии 1887 года, в деревне Аджи-Болек-Келечи уже Владиславской волости числился 41 двор и 175 жителей.
После земской реформы 1890-х годов деревню приписали к Цюрихтальской волости. По «…Памятной книжке Таврической губернии на 1892 год» в безземельной деревне Аджи-Булек-Келечи, не входившей ни в одно сельское общество, числилось 166 жителей, домохозяйств не имеющих. На верстовой карте Крыма 1896 года в селении обозначено 32 двора с татарским населением. По «…Памятной книжке Таврической губернии на 1902 год» в деревне Аджи-Булек-Келечи, находившейся в частном владении, числилось 70 жителей в 23 домохозяйствах. По Статистическому справочнику Таврической губернии. Ч.II-я. Статистический очерк, выпуск пятый Феодосийский уезд, 1915 год, в селе Аджи-Булек-Келечи Цюрихтальской волости Феодосийского уезда числилось 25 дворов (все дворы безземельные) с татарским населением в количестве 123 человек приписных жителей, из которых 67 мужчин и 56 женщин. Жители землёй не владели, в хозяйствах имелось 54 лошади, 14 волов, 24 коровы и 15 голов овец или коз.
После установления в Крыму Советской власти, по постановлению Крымревкома от 8 января 1921 года была упразднена волостная система и село вошло в состав вновь созданного Владиславовского района Феодосийского уезда, а в 1922 году уезды получили название округов. 11 октября 1923 года, согласно постановлению ВЦИК, в административное деление Крымской АССР были внесены изменения, в результате которых округа ликвидировались и Владиславовский район стал самостоятельной административной единицей. Декретом ВЦИК от 4 сентября 1924 года «Об упразднении некоторых районов Автономной Крымской С. С. Р.» в октябре 1924 года район был преобразован в Феодосийский и село включили в его состав. Согласно Списку населённых пунктов Крымской АССР по Всесоюзной переписи 17 декабря 1926 года, в селе Келечи Большие, Ак-Кобекского сельсовета Феодосийского района, числилось 33 двора, все крестьянские, население составляло 130 человек, из них 120 татар и 10 русских. Постановлением ВЦИК «О реорганизации сети районов Крымской АССР» от 30 октября 1930 года из Феодосийского района был выделен (воссоздан) Старо-Крымский район (по другим сведениям 15 сентября 1931 года) и село включили в его состав, а, с образованием в 1935 году Кировского — в состав нового района.
В 1944 году, после освобождения Крыма от фашистов, согласно постановлению ГКО № 5859 от 11 мая 1944 года, 18 мая крымские татары были депортированы в Среднюю Азию. 12 августа того же года было принято постановление № ГОКО-6372с «О переселении колхозников в районы Крыма» и в сентябре того же года в район приехали первые переселенцы, 428 семей, из Тамбовской области, а в начале 1950-х годов последовала вторая волна переселенцев. С 1954 года местами наиболее массового набора населения стали различные области Украины. С 25 июня 1946 года Большие Келечи в составе Крымской области РСФСР. Указом Президиума Верховного Совета РСФСР от 18 мая 1948 года, Большие Келечи переименовали в Мичурино. 26 апреля 1954 года Крымская область была передана из состава РСФСР в состав УССР. Время включения в Токаревский сельсовет пока не установлено: на 15 июня 1960 года село уже числилось в его составе. Указом Президиума Верховного Совета УССР «Об укрупнении сельских районов Крымской области», от 30 декабря 1962 года Кировский район был упразднён и село присоединили к Нижнегорскому. 1 января 1965 года, указом Президиума ВС УССР «О внесении изменений в административное районирование УССР — по Крымской области», вновь включили в состав Кировского.
Ликвидировано в период с 1968 года, когда Мичурино ещё записано в составе Токаревского сельсовета и 1974-м, когда уже не значилось в списке.

### Динамика численности населения
| - 1805 год — 155 чел. - 1864 год — 44 чел. - 1889 год — 175 чел. - 1892 год — 166 чел. | - 1902 год — 70 чел. - 1915 год — 123 чел. - 1926 год — 130 чел. |